# أنطونيو جيناتو
أنطونيو جيناتو مواليد 9 يونيو 1929، هو لاعب كرة سلة فلبيني معتزل. مثّل منتخب بلاده. شارك في دورة الألعاب الأولمبية الصيفية سنة 1952. حقق المركز الثالث في بطولة كأس العالم لكرة السلة 1954. اعتزل اللعب في 1959.

## الميداليات
| الميدالية | المسابقة                         |
| --------- | -------------------------------- |
| برونزية   | بطولة كأس العالم لكرة السلة 1954 |

## روابط خارجية
- أنطونيو جيناتو على موقع الاتحاد الدولي لكرة السلة (الإنجليزية)
- أنطونيو جيناتو على موقع سبورتس رفرنس (الإنجليزية)
- أنطونيو جيناتو على موقع أوليمبيديا (الإنجليزية)